# Irish stew
Irish stew (irsky: stobhach nebo Stobhach Gaelach, do češtiny někdy překládáno jako irský guláš nebo irské dušené) je tradiční irský pokrm, někdy považovaný za národní jídlo Irska. Jedná se o dušený pokrm, který se skládá z masa (skopového, jehněčího nebo kozího), brambor, cibule, petržele, vody a někdy také mrkve. Pokrm se má správně dusit přibližně 2 hodiny. V Irsku se připravuje už od konce 18. století.